# Voacanga psilocalyx
Voacanga psilocalyx là một loài thực vật có hoa trong họ La bố ma. Loài này được Pierre ex Stapf miêu tả khoa học đầu tiên năm 1902.